# 張星 (崇禎戊辰進士)
張星（1594年—？），字茂仲，號受菴，順天府大兴县籍浙江山陰縣人。明末政治人物。

## 生平
少年成爲孤兒，勤奋读书。寄读于京师，十九岁中萬曆四十年（1612年）壬子科順天鄉試舉人，十七年后登崇禎元年（1628年）戊辰科進士。授翰林院编修。明亡仕清，順治二年（1645年）担任滁和道兵备，安民戢乱，建学筑城。
子张恺，娶癸未進士俞璧之女。

## 外部鏈接
- 張星 （页面存档备份，存于）